# 古今亭甚語楼 (2代目)
二代目 古今亭 甚語楼（ここんてい じんごろう、1903年4月12日 - 1971年1月14日）は、落語家。本名∶田中 秀吉。出囃子は『新曲浦島』。

## 経歴
1919年5月、初代柳家三語楼に入門し柳家語ン平を名乗る。
1921年に二ツ目昇進。
1924年、六代目春風亭柳枝の預かり弟子になり春風亭一枝に改名するが1925年に三語楼の一門に戻り、柳家三太楼と改名。このころから人気が出始め、SPレコードへの吹き込みを行ったり、橘ノ百圓と掛け合いの落語を演じたりしている。
1933年に幇間に転向し名古屋に出向くか1941年に幇間制度が廃止されたため落語界に復帰し、五代目古今亭志ん生の門下（志ん生は「内輪」としている）になって志ん太を名乗る。
1943年6月、真打昇進し古今亭志ん馬を襲名。1949年5月には三代目柳家小せんを襲名する。
1958年8月、かつて師匠志ん生が名乗った名である二代目古今亭甚語楼を襲名。本来は「柳家甚語楼」だが、古今亭志ん生の一門に属していたので亭号を「古今亭」とした。
1971年1月14日、死去。享年67。

## 芸歴
- 1919年5月 - 初代柳家三語楼に入門、前座名「語ン平」
- 1921年 - 二ツ目昇進。
- 1924年 - 六代目春風亭柳枝の預かり弟子になり、「一枝」に改名。
- 1925年 - 三語楼の一門に戻り、「三太楼」と改名。
- 1933年 - 幇間に転向し、名古屋に出向く。
- 1941年 - 幇間制度廃止により落語界に復帰、五代目古今亭志ん生の門下で「志ん太」を名乗る。
- 1943年6月 - 真打昇進、「五代目古今亭志ん馬」を襲名。
- 1949年5月 - 「三代目柳家小せん」を襲名。
- 1958年8月 - 「二代目古今亭甚語楼」を襲名。